# Бамум (держава)
Бамум (Бамун, Мум)  — африканська держава в Західній Африці, що утворилося внаслідок міграції народу бамум в XIV ст. У XVIII ст. воювало з фульбе, а напочатку XIX ст. відбило напад емірату Адамауа. 1884 року визнало протекторат Німеччини.

## Історія
У 1390-х роках частина племен тікар з вождества Нсавам внаслідок міграцій та підкорення племен мбум утворили державу Бамум. Засновником був Нчаре, який переміг, за легендами, 18 вождів. Він заснував столицю Мфомбен, яка згодом отримала назву Фумбан.
У XVIII столітті війська держави відбили вторгнення племен фульбе і чамба. З цього часу відбувається посилення Бамуму. На початку 1800-х років мфон Мбуембуе розширив кордони Бамуму, перетворивши його в лідера в долині річки Мбам. У 1820-х роках Бамум успішно протистояло військам емірату Адамауа, зупинивши джихад фульбе далі на південь.
Втім з 1860-х років відчуваючи тиск з боку європейських держав та небезпеку від південних ламідантів (провінцій) Адамауа мфон Нсангу намагався зберегти державу, маневруючи між усіма супротивниками. До цього додалася невдала війна з вождеством Нсо. Зрештою 1884 року визнав німецький протекторат.
За правління Ібрагіма Нджої Камерун з султанатом став володінням Франції, з колоніальною владою якої відбувалися сутички.

## Устрій
Являла собою обмежену монархію. На чолі стояв мфон (володар). Він спирався на знать, представники якої обіймали посади радників (ком-нгу). Значний статус мала мати правителя (нафон). Мфон набирав більшість своїх службовців з близнюків та синів принцес. Над великими провінція ставився віце-король (нджі-нгбетігні). Адміністрацією керував нджі фон-фон (першгий міністр). Судова система підпорядковувалася тіта-нгу. Військами зазвичай керував командувач — тупанка, а шуншут керував палацовою вартою.

## Суспільство
Серед населення діяли таємні товариства. Одне — нгірі — було для знаті, значна частина якої була родичами правлячої династії завдяки багатоженству фонів. Інше — мітнгу — для широких верств населення незалежно від соціального статусу. На нижчому щаблі розташовувалися раби (кпен).

## Економіка
Основу становило землеробство та торгівля. Завозили сіль, залізо, намиста, бавовняні товари і мідні вироби. Вивозилися переважно продукти сільського господарства.
Рабство не мало великого поширення.

## Культура
Спочатку мовою Бамум була мова тікар, проте досить скоро в державі став переважати мова завойованого племені мбум (мбен).
На початку XX ст. в Фумбані досягло піднесення образотворче мистецтво. Але ним займалися переважно в палацах султана та знаті представники народу хауса. Було започатковано писемність бамум та власну релігію.